# Elaine Duke
Elaine Costanzo Duke, född 1958, är en amerikansk republikansk politiker. Den 30 januari 2017 utnämndes hon till vice minister i USA:s inrikessäkerhetsdepartement under John F. Kelly. Den 31 juli 2017 blev hon tillförordnad inrikessäkerhetsminister i Donald Trumps kabinett då John F. Kelly tog plats i Vita Huset som Vita husets stabschef.